# Драги Георгиев
Драги Георгиев (на македонска литературна норма: Драги Ѓоргиев) е историк османист от Северна Македония, директор на Института за национална история и член на Академията на науките и изкуствата на Република Северна Македония.

## Биография
Драги Георгиев е роден на 28 април 1963 година в град Струмица, днес в Северна Македония. Дипломира се в катедрата по история на философския факултет на Скопския университет през 1986 година. От 1988 година работи в Института за национална история. През 1991 година се дипломира и в катедрата по ориенталски езици в Сараевския университет. Завършва магистратура в Скопие през 1995 година с тема „Скопие от турското завоевание до края на XVII век“ и докторантура през 2004 година с тема „Населението в македоно-албанския пограничен пояс в XV и XVI век“. От 2012 година Драги Георгиев е директор на Института за национална история. Съпредседател на Съвместната мултидисциплинарна комисия между България и Северна Македония.